# Wandelnsberg
Koordinaten: 51° 40′ 28″ N, 9° 20′ 31″ O

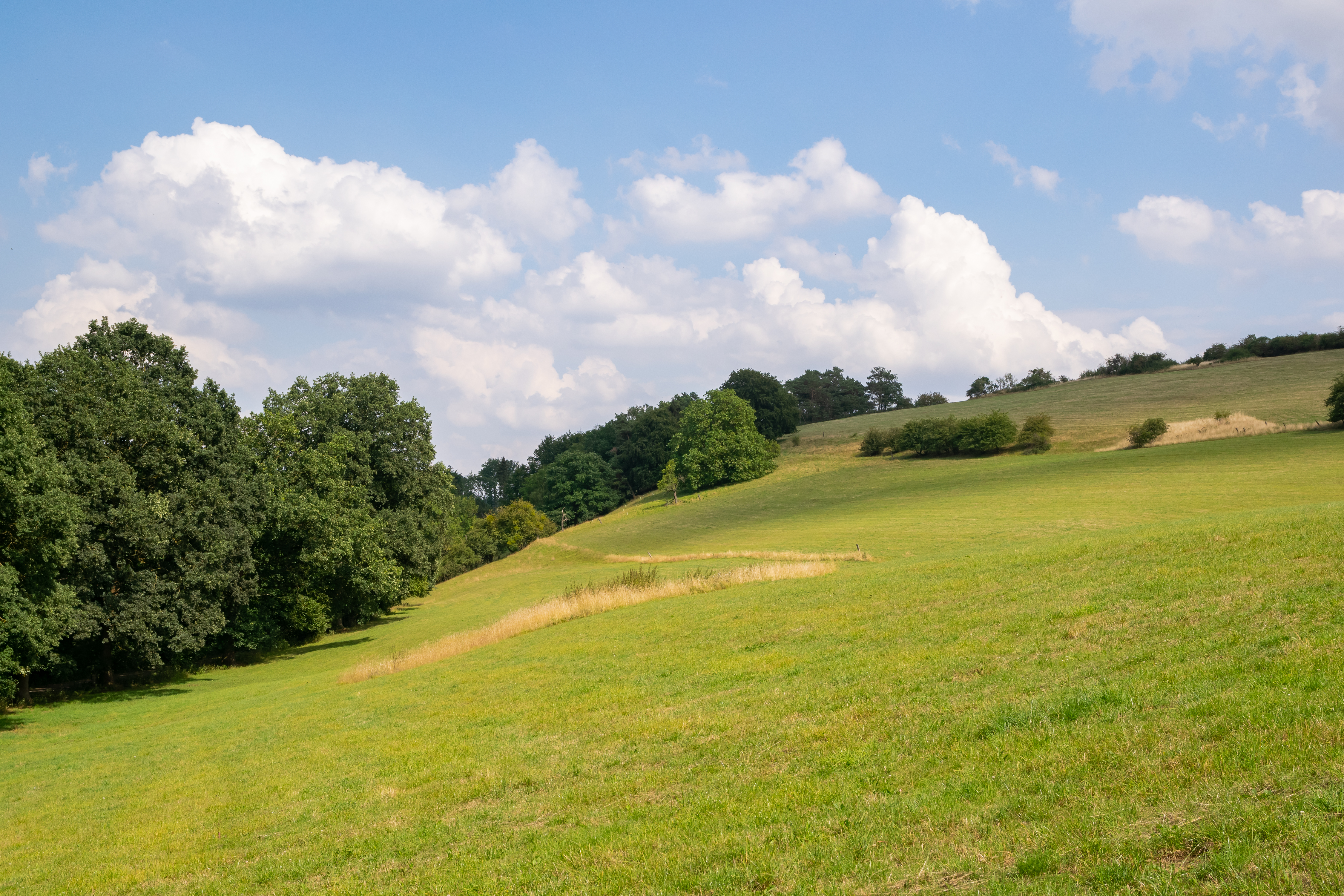
Naturschutzgebiet Wandelnsberg (Juli 2018)

Das Naturschutzgebiet Wandelnsberg liegt auf dem Gebiet der Stadt Beverungen im Kreis Höxter in Nordrhein-Westfalen. 
Das etwa 107,4 ha große Gebiet mit der Schlüssel-Nummer HX-003, das im Jahr 1936 ausgewiesen wurde, erstreckt sich westlich der Kernstadt Beverungen. Südlich des Gebietes verläuft die B 241, östlich verläuft die B 83, fließt die Weser und verläuft die Landesgrenze zu Niedersachsen.